# شکوفه شب
شکوفه شب (کره‌ای: 밤에 피는 꽃) یک مجموعه تلویزیونی کره جنوبی سال ۲۰۲۳ با بازی لی هانی، لی جونگ وون، کیم سانگ جونگ و لی کی وو است. این مجموعه برپایه وب‌تون با نام کره‌ای این مجموعه است که در کاکائو پیج از ۱۴ اوت ۲۰۲۳ آغاز شد. این مجموعه از ۱۲ ژانویه تا ۱۷ فوریه ۲۰۲۴، روزهای جمعه و شنبه ساعت ۲۱:۵۰ (کی‌اس‌تی) از ام‌بی‌سی برای ۱۲ قسمت پخش شد. شکوفه شب برای استریم در ویو و کوپانگ پلی در کره جنوبی و در ویکی در مناطق منتخب قابل دسترسی است.

## بازیگران

### اصلی
- لی هانی در نقش جو یو هوا[۱۳]
  - مون سونگ یو در نقش جوانی جو یو هوا[۱۴]
- لی جونگ وون در نقش پارک سو هو[۱۵]
- کیم سانگ جونگ در نقش سوک جی سونگ[۱۶]
- لی کی وو در نقش پارک یون هاک[۳][۱۷]

### مکمل

#### اطرافیان یو هوا
- پارک سه هیون در نقش یون سون[۱۸]
- یون سا بونگ در نقش جانگ سو وون[۱۹]
- لی وو جه در نقش هوال یو[۱۹]
- جونگ یه نا در نقش کوت نیم[۱۹]

#### خانواده همسر یو هوا
- کیم می کیونگ در نقش یو گوم اوک[۲۰]
- اوه یی شیک در نقش سوک جونگ[۱۹]
- جونگ سو ری در نقش سوک جه یی[۲۱]
- نام می جونگ در نقش بونگ مال دِک[۱۹]

#### اطرافیان سو هو
- جونگ یونگ جو در نقش بی چان[۱۹]
- کیم کوانگ کیو در نقش هوانگ چی دال[۲۰]
- اوه یه جو در نقش هوانگ یی کیونگ[۱۹]

#### اطرافیان جی سونگ
- هو جونگ دو در نقش یی سو[۱۷]
- سو یی سوک در نقش اوه نان کیونگ[۲۰]
- جو جه یون در نقش کانگ پیل جیک[۲۰]
- وو کانگ مین در نقش مان شیک[۲۲]

#### سایر بازیگران
- کیم هیونگ موک در نقش یوم هونگ جیب[۲۰]
- پارک سونگ وو در نقش جو سونگ هو[۲۳]
- جو سونگ یون در نقش ایم کانگ[۲۴]
- چوی یو هوا در نقش بانو بک[۲۵]
- لی کانگ مین در نقش یونگ دوک[۲۶]

## تولید
این مجموعه در شهرستان چونگ‌سونگ تولید شده است. لوکیشن اصلی فیلم‌برداری در خانه تاریخی سونگ‌سو، میراث فرهنگی فولکلور ملی و یکی برترین مقاصد مقاصد گردشگری در این شهرستان بود.
فیلم‌برداری این مجموعه در اوت ۲۰۲۳ به پایان رسید.